# حنظلة السدوسي
حنظلة السدوسي، أبو عبد الرحيم البصري، من تبع التابعين، ومُحدث، وإمام مسجد بني سدوس، اختلط في آخر أيامه - أي أُصيب بالخرف -، لذلك يعتبره أهل الحديث ضعيف الرتبة.

## روايته للحديث النبوي
- روى عن: أنس بن مالك، وشهر بن حوشب، وعبد الله بن الحارث بن نوفل، وعكرمة مولى ابن عباس، وغالب التمار.
- روى عنه: إبراهيم بن طهمان، وإسماعيل بن علية، وجرير بن خازم، والحارث بن نبهان، وحماد بن زيد، وحماد بن سلمة، وخالد بن عبد الله الواسطي، وسعيد بن أبي عروبة، وشعبة بن الحجاج، وعباد بن العوام، وعبد الله بن المبارك، وعبد الملك بن الخطاب بن عُبَيد الله بن أَبي بكرة، وعبد الوارث بن سَعِيد، وعثمان بن مطر الشيباني، وعلي بن عاصم الواسطي، ومُحَمَّد بن مروان العقيلي، ومرجى بن رجاء، ومروان بن معاوية الفزاري والمعلي بن زياد، وهارون النحوي، وهشام بن حسان، ويوسف بن خالد السمتي، وأَبُو إسحاق الفزاري، وأَبُو بحر البكراوي، وأَبُو بكر بْن شعيب بْن الحبحاب، وأبو معاوية الضرير، وأَبُو معشر البراء، وأَبُو هلال الراسبي.[1]
- الجرح والتعديل: سُئل يحيى بن معين عن اختلاطه فقال: «نعم». وَقَال أحمد بن حنبل: «ضعيف الحديث، يروي عن أنس أحاديث مناكير»، وكذلك ضعّفه النسائي، وَقَال أبو حاتم الرازي: «ليس بقوي»، روى له الترمذي، وابن ماجة حديثًا واحدًا.[1]